# Walther P99
Walther P99 je polavtomatska pištola nemškega koncerna Walther.

## Opis
Ogrodje pištole je iz polimera, ki je na voljo v dveh barvnih različicah, črni (za civilni trg) ali zeleni (za vojsko), na njem pa je weaverjevo vodilo za taktične pripomočke. Debelina ročaja se lahko z vstavljanjem zadnjega dela oblog prilagaja strelčevi roki. Ostali vitalni deli pištole so narejeni iz bruniranega jekla.
Pištola deluje na principu kratkega trzanja cevi, namesto kladivca, pa ima pištola vgrajen striker. Na koncu zaklepišča ima pištola nameščeno posebni iglo, ki nakazuje pripravljenost pištole za strel (naboj v cevi), podobno kot HS 2000.
Varovanje je izvedeno na štirih nivojih. Poleg klasičnega vzvoda za spuščanje strikerja v nepripravljen položaj, ima pištola vgrajeno še varovalko sprožilca, blokado strikerja in varovalko, ki preprečuje sprožitev ob padcu pištole na tla.
Za natančnost pištole poskrbijo klasična fiksna prednja muha in nastavljiv zadnji merek.

## Različice
Pištola je poleg različnih kalibrov na voljo tudi s tremi različnimi delovanji sprožilca:
- P99AS - Anti-Stress, lažje proženje prvega strela po ponovnem polnjenju
- P99DAO - Double Action Only, samo dvojno delovanje sprožilca. Pri vsakem strelu je potrebno striker napeti in sprostiti
- P99QA - Quick Action, striker v tako imenovanem »pre set« položaju, ki zahteva manjšo silo za sprožitev

Vse različice se prodajajo tudi v »compact« izvedbi, namenjeni prikritemu nošenju, poimenovani Walther P99C.
V ZDA izdeluje licenčno pištolo podjetje Smith & Wesson, pod imenom Smith&Wesson 99.